# Srinidhi Shetty
Srinidhi Ramesh Shetty (Karnataka, 21 de octubre de 1992) es una actriz, modelo india y ganadora del certamen Miss Supranacional 2016. Shetty fue coronada como Miss Diva Supranacional 2016 en el certamen Miss Diva 2016 y después representó a India en Miss Supranacional 2016, ganando la segunda para su país. Shetty hizo su debut como actriz con la película en kannada KGF: Capítulo 1 (2018).

## Biografía
Nació el 21 de octubre de 1992 en Karnataka, India. Hizo sus estudios en la escuela secundaria de inglés Sri Narayana Guru, Mangalore y se graduó en el St. Aloysius Pre-University College, Mangalore y en la Universidad Jain, Bangalore. Comenzó su carrera como modelo y realizó varias ofertas de modelaje. Hizo su debut como actriz con la película en kannada KGF: Capítulo 1. Su debut en tamil es Cobra.

## Filmográfica
| Año  | Título          | Rol           | Idioma  | Ref.  |
| ---- | --------------- | ------------- | ------- | ----- |
| 2018 | KGF: Capítulo 1 | Reena Desai   | Canarés | [ 3 ] |
| 2022 | KGF: Capítulo 2 | Reena Desai   | Canarés | [ 4 ] |
| 2022 | Cobra           | Bhavana Menon | Tamil   | [ 5 ] |

#### Reconocimientos
| Año  | Otorgar                                           | Categoría                      | Película        | Resultado | Ref.  |
| ---- | ------------------------------------------------- | ------------------------------ | --------------- | --------- | ----- |
| 2019 | 8.°edición South Indian International Movie Award | Mejor debut femenino - Kannada | KGF: Capítulo 1 | Nominado  | [ 6 ] |
| 2019 | 66.° Filmfare Awards South                        | Mejor debut Femenino           | KGF: Capítulo 1 | Nominado  | [ 7 ] |
| 2023 | 11° South Indian International Movie Awards       | Mejor Actriz (Kannada)         | KGF: Capítulo 2 | Ganadora  | [ 8 ] |

## Concursos de belleza
- Miss Karnataka 2015: Ganadora.
- Manappuram Miss Queen of India: Primera Finalista.[9]Shetty en reunión de prensa en KGF (2018)

- Miss Diva 2016: Primera Finalista

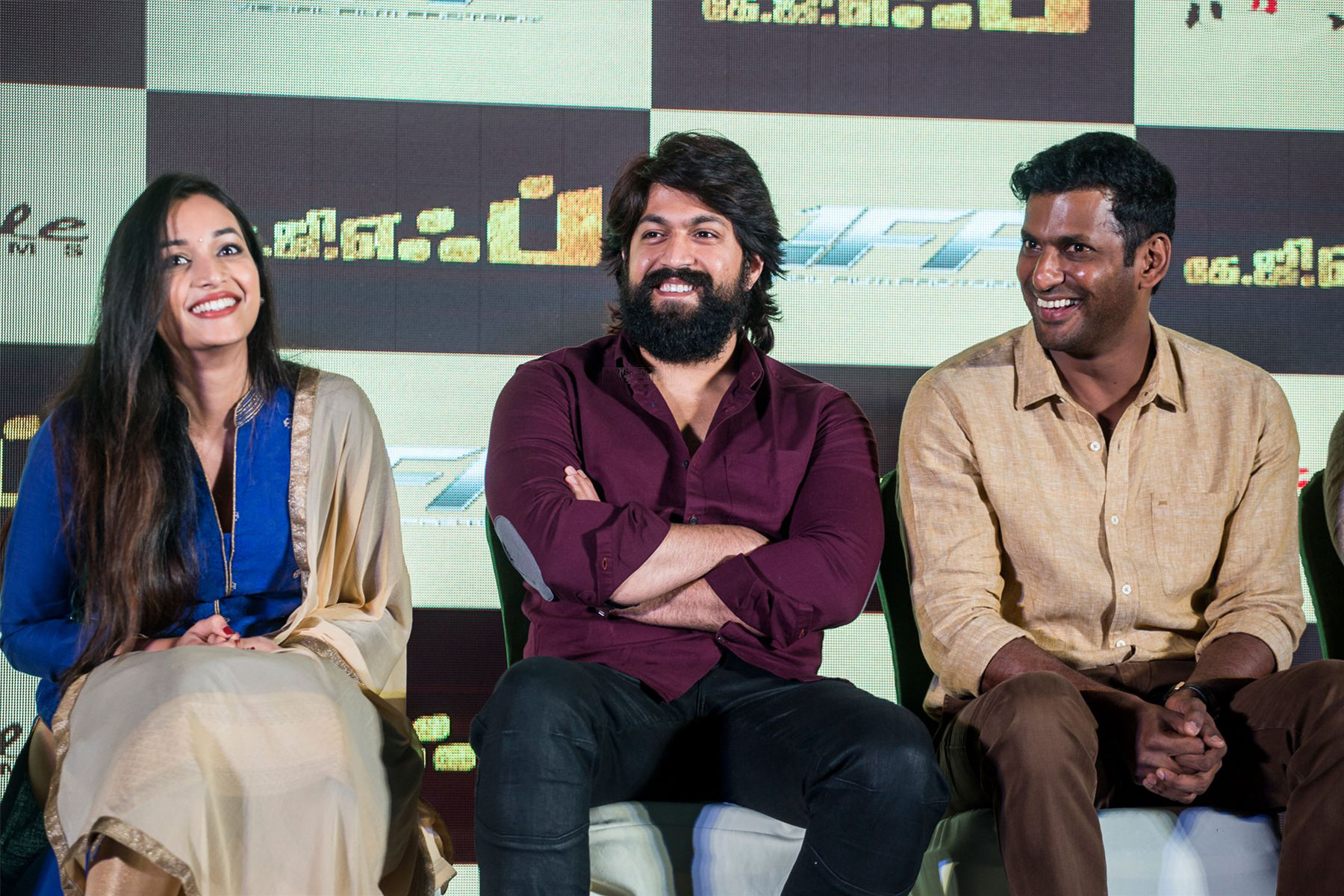
Shetty en reunión de prensa en KGF (2018)

- Miss Diva Supranacional 2016: Ganadora.
- Miss Supranacional 2016: Ganadora.[10]